# Korgõmõisa
Koordinaten: 57° 53′ N, 27° 28′ O
Korgõmõisa (deutsch Hohenheim) ist ein Dorf (estnisch küla) im Südosten Estlands. Es gehört zur Landgemeinde Võru im Kreis Võru (bis 2017 Landgemeinde Orava im Kreis Põlva).

## Einwohnerschaft, Lage und Geschichte
Das Dorf hat vierzehn Einwohner (Stand 31. Dezember 2011). Es liegt 28 Kilometer nordöstlich der Stadt Võru.
Der Ort wurde erstmals 1862 urkundlich erwähnt.